# Voharies
Voharies é uma comuna francesa na região administrativa de Altos da França, no departamento de Aisne. Estende-se por uma área de 3,32 km². Em 2010 a comuna tinha 74 habitantes (densidade: 22,3 hab./km²).